# Międzynarodowa Komisja Stanu Cywilnego
Międzynarodowa Komisja Stanu Cywilnego (fr. La Commission internationale de l'État Civil, CIEC) – organizacja międzyrządowa, której celem jest koordynacja współpracy międzynarodowej w zakresie stanu cywilnego, a także usprawnianie działania krajowych urzędów stanu cywilnego. Siedziba Komisji znajduje się w Strasburgu we Francji.
Międzynarodowa Komisja Stanu Cywilnego powstała w roku 1948-49. Liczy 7 krajów członkowskich oraz 9 krajów o statusie obserwatora. Polska była członkiem MKSC w latach 1998-2017. Przyczyną wystąpienia Polski z Komisji była jej niska skuteczność. Polska ratyfikowała 3 konwencje MKSC.
Językiem oficjalnym Komisji jest język francuski. Od utworzenia Komisja przyjęła 34 konwencje wielostronne oraz 11 rekomendacji. Konwencje przyjęte przez Komisję regulują w szczególności zasady wydawania międzynarodowych odpisów aktów stanu cywilnego i honorowania ich w innych państwach. Główną publikację Komisji stanowi "Guide Pratique International de l'État Civil".